# Stanko Poklepović
Stanko Simo Poklepović, född 19 april 1938 i Split, Kroatien (i dåvarande Jugoslavien), död 24 december 2018 i Split, var en kroatisk fotbollsspelare, jugoslavisk representant, fotbollstränare och tidigare förbundskapten för Kroatiens herrlandslag i fotboll. Under sin karriär spelade Poklepović för NK Croatia och Hajduk Split. Han tränade även NK Croatia i tre år. 1992 var han tränare för Kanadas landslag. Sedan blev han förbundskapten för Kroatiens landslag. I början av 2007 blev han tränare för svenska Bunkeflo IF. Rollen som tränare i Bunkeflo IF fråntogs efter namnbytet och lagändringar under vintern 2007. Bunkeflo IF är sammanslaget med ett Limhamnslag och heter numera LB 07.